# 樺綿斑蚜
樺綿斑蚜是半翅目蚜蟲的一種。它是一种绿色的小昆虫，身体柔软有膜質翅膀。它生活在毛樺（Betula pubescens）上，通過吸吮汁液並以芽和葉為食。

## 描述
樺綿斑蚜有淡綠色的身體，上面佈滿了藍色的蠟顆粒，有膜質的翅膀和長腿。在春季和夏季，所有成蟲都是雌性，並通過孤雌生殖的方式繁殖。它在外觀上與其近親短綿斑蚜（Euceraphis betulae）非常相似，短綿斑蚜僅以垂枝桦（Betula pendula）為食。曾被認為是同一物種，但已發現兩者之間的染色體差異，現在它們被認為是不同的物種。

## 分佈
在欧洲，这种蚜虫在它的宿主树木生长的地方都能找到。大约在1847年，毛桦被引入北美，樺綿斑蚜伴随着它们到达。

## 生物學
樺綿斑蚜以樹液為食，並流出大量的蜜露，覆蓋在它覓食的葉片上。這為蒼蠅和其他小動物提供食物。蚜蟲會被瓢蟲捕食，並被某些種類的黃蜂寄生，這些黃蜂在幼蟲身上產卵。
研究發現，夏季成蟲和若蟲在種群中的比例有所不同，6月和8月下旬若蟲形式最多，7月若蟲很少。這與樹液的營養質量有關。這是在早期的生長高峰期，在夏季中期下降，並在夏末隨著衰老開始再次上升。此時樹木正在將有機產物從葉子（很快就會脫落）轉移到樹幹和根部用於存放。這種更豐富的汁液似乎可以刺激蚜蟲恢復繁殖活動。